# إليزابيث سكوت

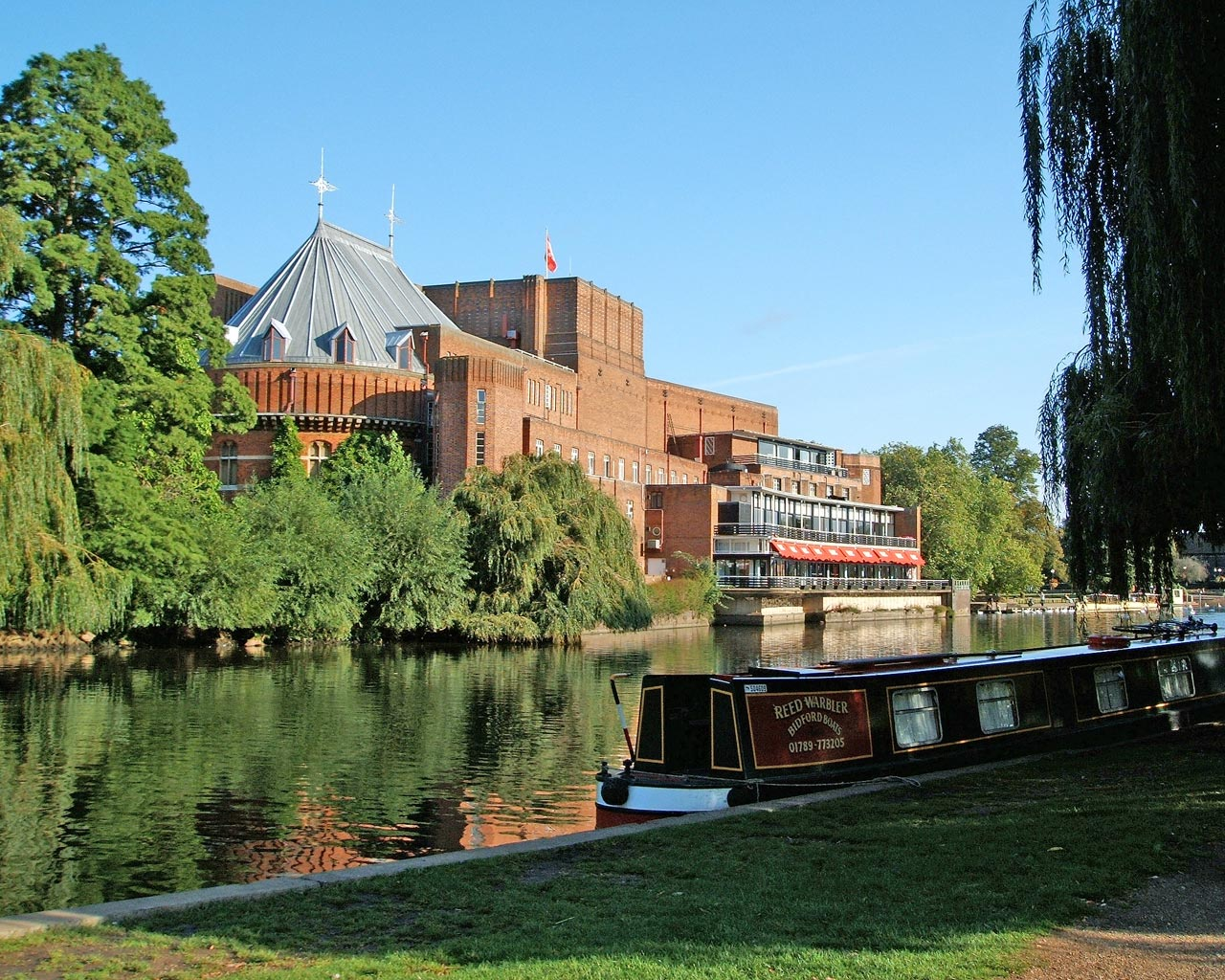
قصر شيكسبير الملكي الذي قامت بتصميمه إليزابيث

إليزابيث ويدويرث سكوت  هي مهندسة معمارية بريطانية (20 سبتمبر 1898 – 19 يونيو 1972) اشتهرت بعد تصميمها لقصر شيكسبير الملكي الواقع في ستراتفورد بإنجلترا.. وتعتبر من أشهر وأمهر السيدات المعماريات في بريطانيا.

## حياتها
ولدت إليزابيث في بورنموث في إنجلترا، وهي واحدة من عشرة أبناء لوالدها بيرنارد سكوت الذي كان يعمل جراحا. أحبت مجال الهندسة المعمارية من خلال أعمال كل من جورج بودلي، جورج سكوت وجيلس سكوت مصمم كاتدرائية ليفربول. بدأت دراستها في البيت منذ سن الرابعة عشر. بعد التحاقها بمدرسة ريدمور في بورنموث في 1919 أصبحت من أفضل طلبة الهندسة المعمارية حيث تخرجت في 1924.
تزوجت من جورج ريتشارد سنة 1936، وتوفيت يوم 19 يونيو 1972 في بورنموث مسقط رأسها.

## موهبتها
اشتهرت إليزابيث بعد تصميمها لقصر شيكسبير الملكي الواقع في ستراتفورد بإنجلترا. أعمالها كان تتسم بطابع الحركة الحداثية من خلال تتبعها نظام نظرية المدينة الحدائقية.

## نشاطها النسوي
كان لإليزابيث منذ بدايتها المهنية توجهات نسوية، حيث كان له ادور في فتح الباب أمام النساء للعمل وقد دافعت عن حق النساء في العمل.

## تخليدها
في نوفمبر 2015 تم إقرار وضع صورة إليزابيث في تصميم جواز السفر البريطاني الجديد صالحة للاستعمال لخمسة سنوات مقبلة، وهي واحدة من ضمن سيدتين فقط (إضافة إلى آدا لوفلايس) تم وضع صورتهما كتخليد لذكراهما.